# Pablo Virgilio Siongco David
Pablo Virgilio „Ambo” Siongco David (Guagua, 1959. március 2. –) fülöp-szigeteki római katolikus pap, a Kalookani egyházmegye püspöke, a Fülöp-szigeteki Püspöki Konferencia elnöke, bíboros.

## A kezdetek, tanulmányai
Pablo Virgilio David 1959. március 2-án született Betisben, Pampanga államban. Ő a tizedik Pedro David és Bienvenida Siongco 13 gyermeke közül. Egyik testvére a szociológus és közéleti értelmiségi Randy David. Középiskolai tanulmányait a pampangai San Fernando városában lévő Mother of Good Counsel Kisszemináriumban végezte. Az Ateneo de Manila Egyetemen szerzett alapdiplomát pre-divinitás szakon, a Loyola School of Theology-ban teológiai mesterképzést, majd a belgiumi Leuveni Katolikus Egyetemen szerzett teológiai licenciátust és doktori címet (summa cum laude).
A jeruzsálemi École Biblique et Archeologique Française-ben is képezte magát, és ma az ország egyik vezető bibliaszakértőjeként tartják számon.

## Szolgálat
Davidot 1983. március 12-én szentelte pappá Oscar Cruz érsek a San Fernandó-i főegyházmegye szolgálatára. 2006. május 26-án XVI. Benedek pápa kinevezte a San Fernandó-i főegyházmegye segédpüspökévé és Guardialfiera címzetes püspökévé. Püspökké Gaudencio Borbon Rosales bíboros, a Manilai főegyházmegye érseke szentelte, társszentelői Paciano Aniceto, a San Fernandó-i főegyházmegye érseke és Angel Lagdameo, a Jarói főegyházmegye érseke voltak. A Kalookani egyházmegye püspöke 2016 januárjában lett.
Tagja a Fülöp-szigeteki Katolikus Püspöki Konferenciának, azon belül a biblikus apostolkodással foglalkozó püspöki bizottságnak, és egyike volt annak az öt püspöknek, akiket a szervezet küldött a Vatikánba a 2008-as Isten Igéjéről szóló püspöki szinódusra.
David kritikusa volt Rodrigo Duterte elnök drogellenes háborújának. 2019. július 19-én a PNP-Bűnügyi Nyomozó és Felderítő Csoport vádat emelt David, Honesto Ongtioco és Socrates Villegas püspöktársak, valamint az ellenzék tagjai ellen „felbujtás, kibernetikai rágalmazás, becsületsértés, bűnöző rejtegetése és az igazságszolgáltatás akadályozása” miatt. A vádakat 2020-ban ejtették.
Davidot a Fülöp-szigeteki Katolikus Püspöki Konferencia 130 tagja 2021. július 8-án, a kétnapos plenáris közgyűlés kezdetén választotta elnökévé. 2017-től 2021-ig alelnök volt, és 2021. december 1-jén követte a korábbi elnököt, Romulo Vallest.
2023-ban Davidot a Püspöki Szinódus XVI. rendes közgyűlésének hét ázsiai képviselője közé választották. Davidot az Ázsiai Püspöki Konferenciák Szövetségének alelnökévé is megválasztották a központi bizottság bangkoki ülésén, Malcolm Ranjith utódjaként.
Ferenc pápa 2024. október 6-án bejelentette, hogy bíborossá kívánja kreálni a decemberi konzisztóriumon. Ő a tizedik filippínó, aki bekerül a Bíborosi Kollégiumba. Ő a harmadik filippínó, akit Ferenc pápa bíborossá kreált és az első bíboros az egyházmegyéjéből. Október 23-án a Püspöki Szinódus Davidot a Szinódusi Főtitkárság rendes tanácsának tagjává választotta.
Ferenc pápa a 2024. december 7-i konzisztóriumon bíborossá kreálta, címtemplomául a Trasfigurazione di Nostro Signore Gesù Cristo-templomot jelölte ki.
Egy 2024. december 24-i Simbang Gabi istentiszteleten David bírálta Izrael gázai háborúját, mondván, hogy a bibliai Izrael különbözik Izrael Államtól, és hogy „ha a Szent Család ma fogadót keresne, nem Betlehemben, hanem a Gázai övezetben maradna, és találna egy összedőlt házat, ahol megszülhetné Isten Fiát.”